# ATP San Paolo 1980
L'ATP San Paolo 1980 è stato un torneo di tennis giocato sulla sintetico indoor. È stata la 2ª edizione del torneo, che fa parte del Volvo Grand Prix 1980. Si è giocato a San Paolo in Brasile dal 28 aprile al 4 maggio 1980.

## Campioni

### Singolare maschile
Wojciech Fibak ha battuto in finale  Vincent Van Patten con il punteggio di 6–0, 7–6

### Doppio maschile
Anand Amritraj /  Fritz Buehning hanno battuto in finale  David Carter /  Chris Lewis con il punteggio di 7–6, 6–2